# Metropolia Papeete
Metropolia Papeete – metropolia Kościoła rzymskokatolickiego obejmująca całość terytorium Polinezji Francuskiej. Została utworzona w czerwcu 1966. Składa się z jednej archidiecezji i jednej diecezji. Od 2017 godność metropolity sprawuje abp Jean-Pierre Cottanceau SSCC. 